# Painted Desert (film, 1938)

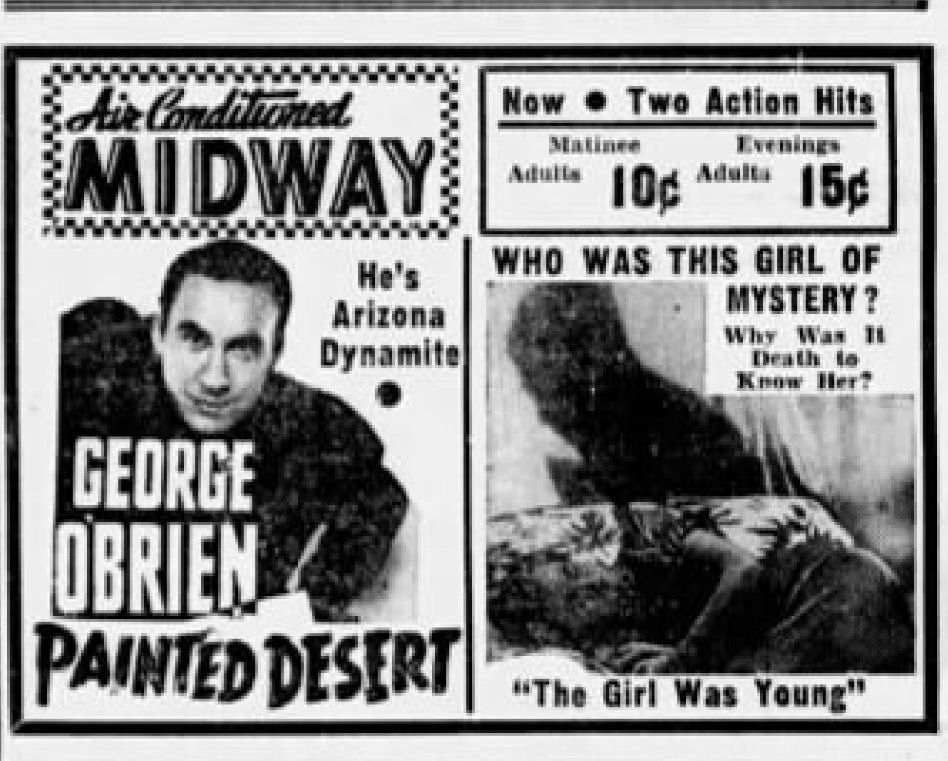
Annonce pour le film dans le Morning Call.

Pour les articles homonymes, voir Painted Desert (homonymie).
Painted Desert est un western américain réalisé par David Howard, sorti en 1938.

## Synopsis
Bob, un jeune éleveur, achète une concession sur son terrain loué pour empêcher son exploitation. Mais des études révèlent un gisement minéral précieux. Il décide alors, avec Carol, la petite-fille du découvreur de la mine, qui a été contraint de la vendre à un escroc, d'y exploiter la mine. Fawcett, l'escroc, complote pour récupérer la mine, mais il est démasqué et perd la vie dans l'explosion qu'il a initié.

## Fiche technique
- Titre : Painted Desert
- Réalisation : David Howard
- Scénario : John Rathmell, Oliver Drake d'après une histoire de Jack Cunningham
- Photographie : Harry Wild
- Montage : Frederick Knudston
- Musique : Roy Webb
- Producteur : Bert Gilroy
- Société de production : RKO Pictures
- Société de distribution : RKO Pictures
- Pays de production :  États-Unis
- Langue : Anglais américain
- Format : Noir et blanc — 35 mm — 1,37:1 — Son : Mono (RCA Victor System)
- Métrage : 1 612 mètres (6 bobines)
- Genre : Western
- Durée : 59 minutes
- Date de sortie : 
  - États-Unis : 12 août 1938

## Distribution
- George O'Brien : Bob McVey
- Laraine Day : Miss Carol Banning
- Ray Whitley (en) : Steve
- Stanley Fields : Bill
- Maude Allen (en) : Yukon Kate
- Fred Kohler : Hugh Fawcett
- Lloyd Ingraham : Charles M. Banning
- Harry Cording : Henchman Burke
- Max Wagner (en) : Henchman Kincaid
- Lee Shumway : Bart Currie
- William V. Mong : Banker Heist

## Production
- Le film a été tourné en partie dans le parc d'État de Red Rock Canyon[1], situé dans le désert de Mojave en Californie, à l'extrémité sud de la confluence des montagnes de la Sierra Nevada et de la chaîne d'El Paso, à environ 200 km au nord de Los Angeles et à 40 km au nord de Mojave, où de nombreux western de série B ont été tournés dans les années 1930 et 1940.